# Tsongas Center

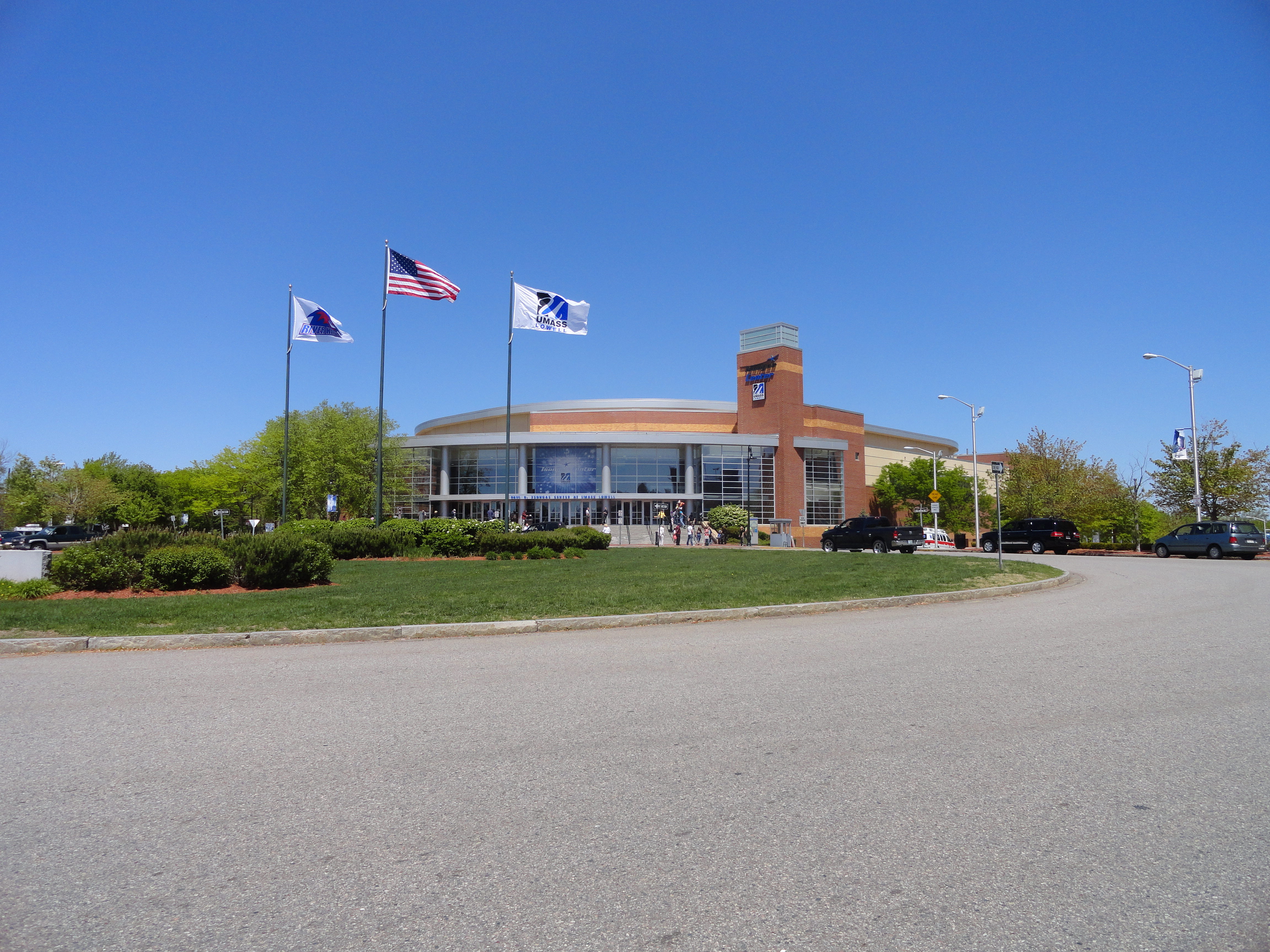
Paul E. Tsongas Arena

O Paul E. Tsongas Center at UMass Lowell (formalmente o Paul E. Tsongas Arena) é uma arena multi-uso, localizada no campus da University of Massachusetts Lowell, em Lowell Massachusetts. A Arena foi aberta e dedicada à memória do proeminente político nacional dos EUA, Paul Tsongas (que morrem em 1997) em 27 de janeiro de 1998. Foi construída com U$ 4 milhões de financiamento da cidade e da universidade, além de outros U$ 20 milhões vindos da da Commonwealth of Massachusetts, em grande parte com suporte da UMass.
É a casa do River Hawks, time de hóquei no gelo  University of Massachusetts Lowell que participa da NCAA Division I, que compete na Hockey East Association. Também foi casa do time de hóqueio no gelo Lowell Devils, que competiu na American Hockey League de 1998 a 2010. The Devils encerraram sua estadia em Lowell devido a dificuldades financeiras, e aos novos proprietários da arena, e mudou-se para Albany, NY para competir como Albany Devils. A capacidade de lugares para o hóquei é de aproximadament 6496, e a capacidade para shows, de quase 7800.
Tsongas Center sedia shows e outros eventos públicos, inclusindo graduações de várias escolas de ensino médio locais. Em 2004, os pioneiros da música alternativa, os Pixies, gravaram seu show ao vivo em DVD e o especial em HDTV "The Pixies: Come Home Live 2004 World Tour" no Tsongas Arena. No mesmo ano, o grupo Yes lançou um DVD do seu tour de 35ª aniversario no local, intitulado "Songs from Tsongas."
Em 2009, as cenas de boxe do filme The Fighter foram filmadas aqui, com Mark Wahlberg retratando Micky Ward, um boexador de Lowell que ganhou um campeonato mundial, e Christian Bale retratando seu irmão Dicky Eklund.

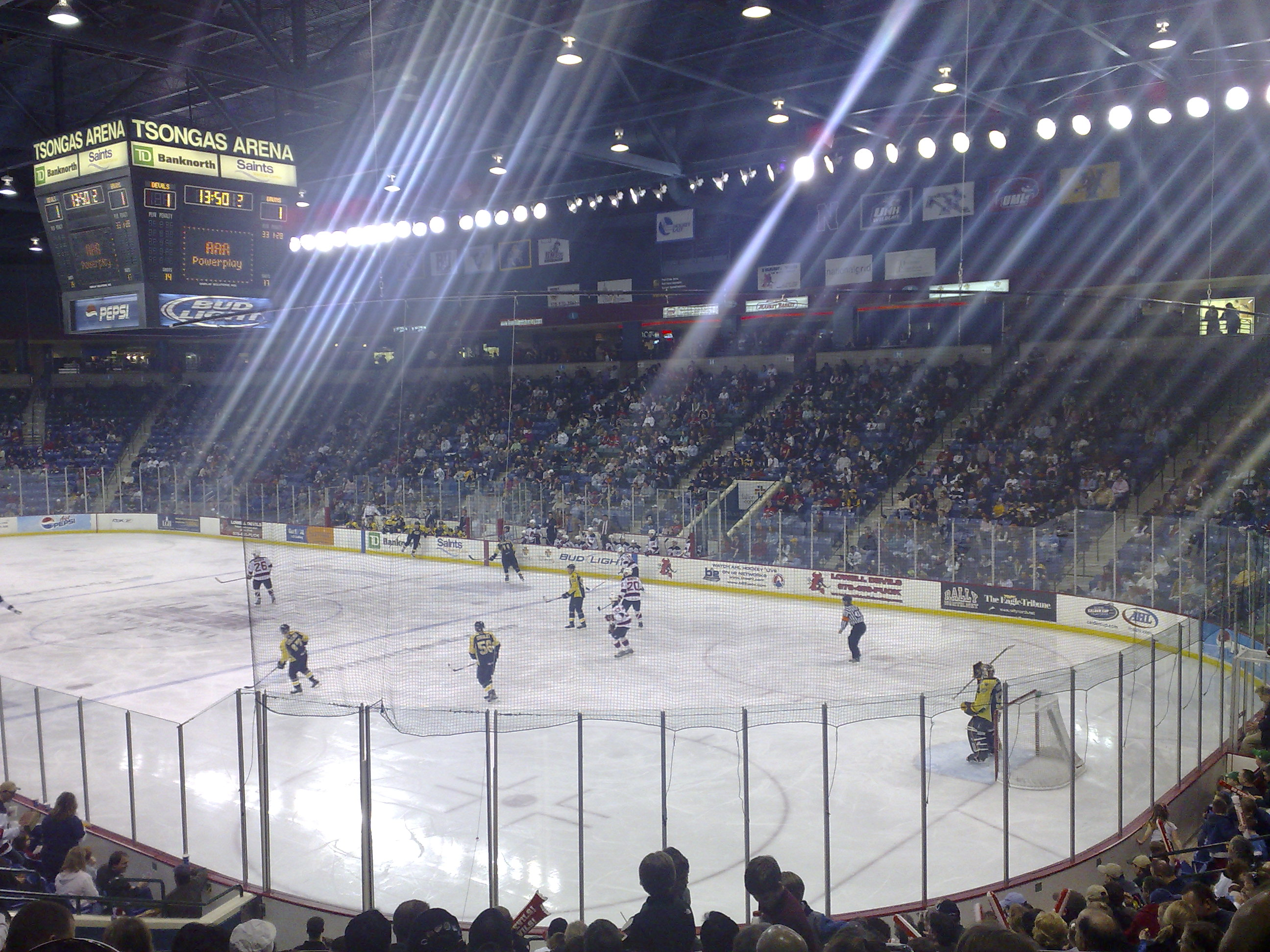
Jogo do Lowell Devils - hóquei no gelo